# Squid

Пакет програмного забезпечення LAMP (на зображенні зі Squid) складається з: Linux (ядро Linux, glibc тощо), Apache або інший веб-сервер MariaDB або MySQL або Drizzle та Perl, PHP або Python для обслуговування динамічного веб-контенту за допомогою CGI-скриптів.

Squid (англ. squid — «кальмар») — програмний пакет, що реалізує функцію кешуючого проксі-сервера для протоколів HTTP, FTP, Gopher та (у разі відповідних налаштувань) HTTPS. Розроблено співтовариством як програма з відкритим початковим кодом (поширюється відповідно до GNU GPL).

## Опис
Використовується в UNIX-подібних системах і в ОС сімейства Windows NT. Має можливість взаємодії з Active Directory Windows Server шляхом автентифікації через LDAP, що дозволяє використовувати розмежування доступу до інтернет ресурсів користувачів, які мають облікові записи на Windows Server, також дозволяє організувати «нарізку» інтернет трафіку для різних користувачів. Використовується разом з рушіями Mediawiki на wiki хостингах. Всі запити виконує як один неблокуючий процес вводу/виводу. Використання кешуючого проксі-сервера стає виправданим приблизно від 2000 відвідувачів на добу.

## Сумісність
Сервер Squid розвивається протягом вже багатьох років. Забезпечує сумісність з більшістю найважливіших протоколів Інтернету, а також з операційними системами:
- Бінарні пакунки Squid доступні як частина операційної системи для[11]:

- - CentOS
  - Debian
  - Fedora
  - Fink
  - FreeBSD
  - Gentoo
  - NetBSD
  - OpenSUSE
  - RHEL
  - Ubuntu

- Бінарні пакунки Squid доступні для[11]:

- - macOS
  - Microsoft Azure[12]
  - Microsoft Windows[13][14]

- Squid також працює на:

- AIX
- Arch Linux
- BSDI
- Digital Unix
- Docker
- FreeBSD jail
- HP-UX
- AIX
- IRIX
- Kali Linux
- Linux
- Linux Mint
- Microsoft Nano Server
- NeXTStep
- OpenBSD
- OpenWRT
- OPNsense
- OS/2 (включаючи ArcaOS та eComStation)[15]
- OSF Unix
- Raspbian
- SCO OpenServer
- SunOS/Solaris
- SUSE Linux
- pfSense
- UnixWare
- Palm webOS